# Wie schön leuchtet der Morgenstern (inno)

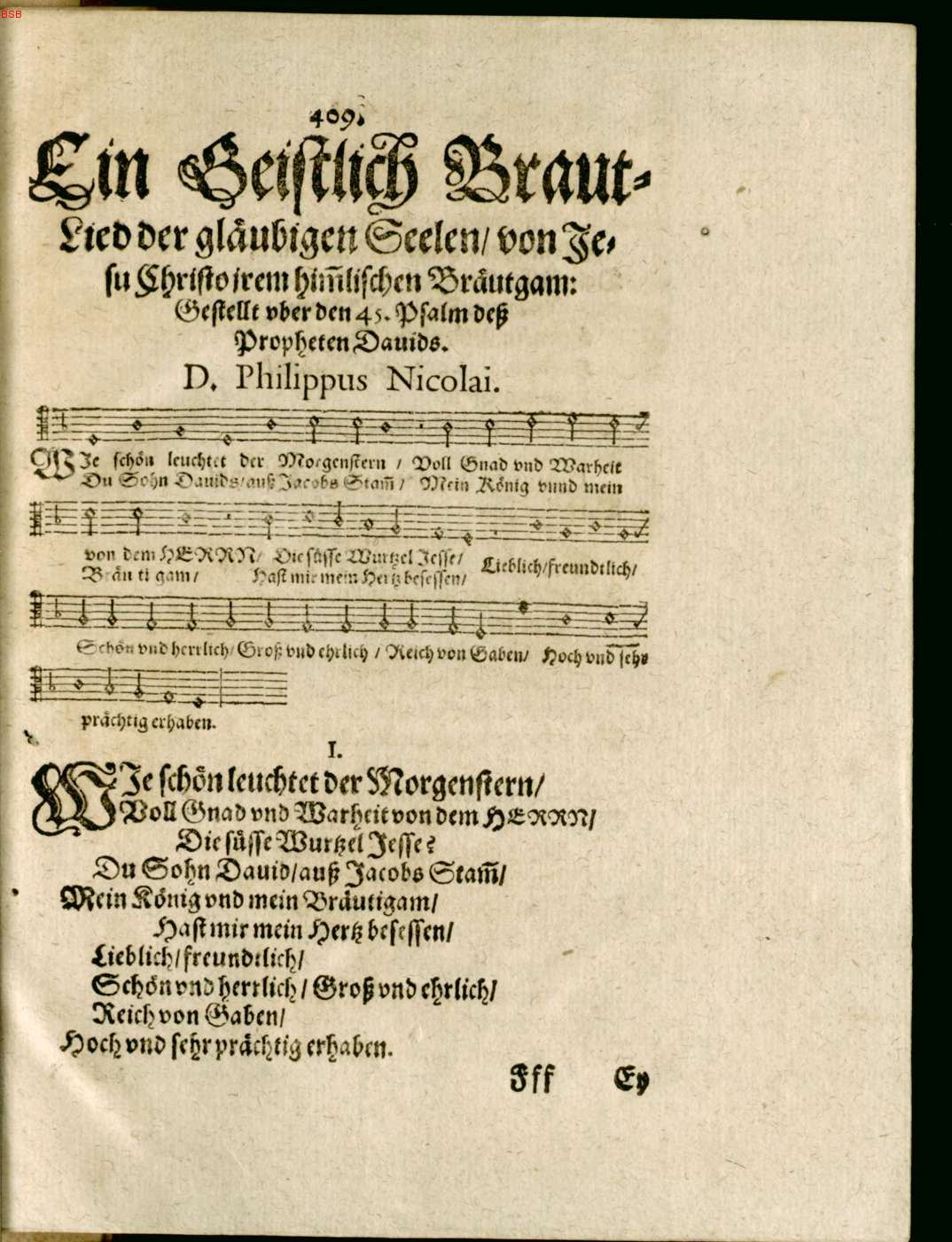
La prima pubblicazione dell'inno.

Con Wie schön leuchtet der Morgenstern (in tedesco, "Com'è splendente la stella del mattino") ci si riferisce a un inno corale luterano composto da Philipp Nicolai nel 1597 e pubblicato per la prima volta nel 1599 insieme a Wachet auf, ruft uns die Stimme.

## Storia
Il testo, in sette versetti, è basato sul salmo 45. Gesù è identificato dalla stella del mattino, che conduce i Re Magi verso Betlemme. Nicolai pubblicò l'inno nel 1599 all'interno del suo FrewdenSpiegel deß ewigen Lebens.
Molti compositori hanno basato alcuni loro lavori sulla melodia dell'inno. Johann Sebastian Bach compose, utilizzando la melodia, la cantata Wie schön leuchtet der Morgenstern BWV 1, e usò i singoli versetti per il finale della cantata Erschallet, ihr Lieder, erklinget, ihr Saiten! BWV 172. Inoltre, utilizzò il versetto 5 nella Wer da gläubet und getauft wird BWV 37, il versetto 6 nella Schwingt freudig euch empor BWV 36 e il versetto 7 per il finale della Ich geh und suche mit Verlangen BWV 49. Il termine del versetto 7 forma il corale Nun komm, der Heiden Heiland BWV 61.
Dietrich Buxtehude, sulla melodia di Nicolai, compose il preludio corale Wie schön leuchtet der Morgenstern BuxWV 223.